# 林氏藍紋鱸
林氏藍紋鱸，為輻鰭魚綱鱸形目鱸亞目藍紋鱸科的其中一種，分布於中西大西洋加勒比海巴哈馬群島、波多黎各至中美洲海域，深度27-130公尺，為熱帶海水魚，體長可達7.3公分，棲息在珊瑚礁邊緣的峭壁，生活習性不明，可做為觀賞魚。

## 擴展閱讀
- 林氏藍紋鱸的图片 （页面存档备份，存于）